# Haemonchus contortus
Haemonchus contortus es una especie de nemátodo parásito. Las hembras pueden producir cerca de 5.000 huevos al día, los cuales son excretados del animal huésped a través de heces. Luego de la eclosión de los huevos, la larva de H. contortus muda varias capas de quitina, resultando en un estadio de larva conocido como L3, la cual es la larva infectante. Es ingerida con el pasto por los rumiantes. La larva L4 pasa al abomaso y allí comienza su papel hematófago dando potencialmente riesgos de anemia y edema las cuales pueden llevar a la muerte al animal.